# 加熱非燃燒煙草製品
加熱菸（英語：Heated Tobacco Products 、Electronic cigarette，全稱｢加熱非燃燒煙草製品｣）是一種以不燃燒的方式將煙草加熱至300-350°C左右高溫的煙草產品 。由於沒有燃燒煙草，加熱菸煙草能釋放含尼古丁和其他化學物質，但使用加熱煙時產生的氣霧比傳統香煙燃燒後產生的煙霧少了90-95%有害物質（但仍有部分有害物質濃度更高），同時又不產生煙霧或煙灰。
加熱煙草產品與傳統香煙不同，不能直接點火燃燒吸用，只能透過特定電子裝置將加熱煙草加熱吸用；加熱煙的電子裝置亦不能配以傳統香煙吸用，必須配用指定的加熱煙草產品。加熱煙與傳統香煙一樣含有尼古丁，可引致上癮，也一樣產生高濃度的超細懸浮微粒等有害物質，仍會產生二手菸甚至三手菸（相較於傳統香菸、家庭接觸者的尼古丁代謝物只有減半），有吸煙人士會用作香煙的替代品，也有許多人擔心加熱菸會增加青少年的整體吸菸率。

## 歷史
加熱煙草產品起初在1988年首次上市，但當年沒有在商業上取得成功，其後在2014年才開始普及。
在1988年，R. J. Reynolds推出第一個加熱煙草產品“Premier”，但被形容為難以使用及味道不好。它的形狀像傳統香煙，並產生含50%甘油的尼古丁煙霧質。 R. J. Reynolds花了3億2500萬美元在於研究和生產。 但在1989年，因有組織建議美國食品和藥物管理局（FDA）對其進行限制或將其歸類為藥物，FDA随后接受了该组织的建议，因此该商品停止出售。 廠方其後繼續進一步研究Premier ，在1990年中重新推出為“Eclipse”，到2015年有限量銷售。 截至2020年1月，美國FDA同意IQOS及Eclipse 加熱菸草產品在美國上市。

## 主要產品
| 產品       | 生產商                  | 簡介 |
| ---------- | ----------------------- | --- |
| IQOS       | 菲利普莫里斯國際（PMI） | 2014年在日本名古屋及義大利米蘭上市。直到2021年底，IQOS已經在71個市場銷售。 全球已有近880萬名吸食香煙者轉用IQOS， 而每日亦有將近一萬名吸食香煙者轉用IQOS。PMI稱在開發和評估IQOS的投資總額至今已超過60億美元。 IQOS使用電子技術將煙草棒內的煙草加熱至不高於350°C， 使煙草能釋放含尼古丁的氣霧而又不產生煙霧或煙灰。這與香煙須燃燒至600°C或以上，並於燃燒過程中產生煙霧和煙灰不同。 |
| glo        | 英美煙草（BAT）         | 2016年，英美煙草（BAT）推出了glo，起初在日本上市。 直到2017年底glo也在加拿大及羅馬尼亞上市。 |
| Ploom Tech | 日本煙草產業（JTI）     | 在2016年，JTI推出Ploom Tech在日本各地上市。 JTI打算花五億美元在2018底前增加Ploom Tech的生產能力。 |
| lil        | KT&G                    | KT&G（韓煙人蔘股份）在2017年6月8日宣佈在2017年9月推出加熱煙草產品上市。 |

## 相關法例

### 香港
根據香港特區政府衞生署控煙辦公室，IQOS被歸類為加熱非燃燒煙草製品。在香港，煙草產品受《吸煙（公眾衛生）條例》（香港法例第371章）規管。法例規定，在禁止吸煙區不得吸煙（包括加熱非燃燒煙草製品）。禁止吸煙區包括所有室內公眾地方及部分室外地方，例如校園、公園及泳灘。違者定額罰款1,500元。
香港進口貨物中，煙草是其中一類須繳付關稅的貨物，須根據《應課稅品條例》（香港法例第109章）之附表所訂明之稅率繳付稅項。所有年滿十八歲香港市民及入境旅客，可攜帶19枝免稅普通香煙或25克免稅其他製成煙草進入香港作個人自用。攜帶多於免稅優惠之煙草產品進入香港時，需按香港稅率繳稅。普通香煙類別，每1,000支需繳稅$1,906；其他製成煙草類別，每公斤需繳稅$2,309。 不過，海關的煙草繳稅指引，一直未有清楚釐定加熱煙草產品，應根據普通香煙或其他製成煙草類別繳稅。

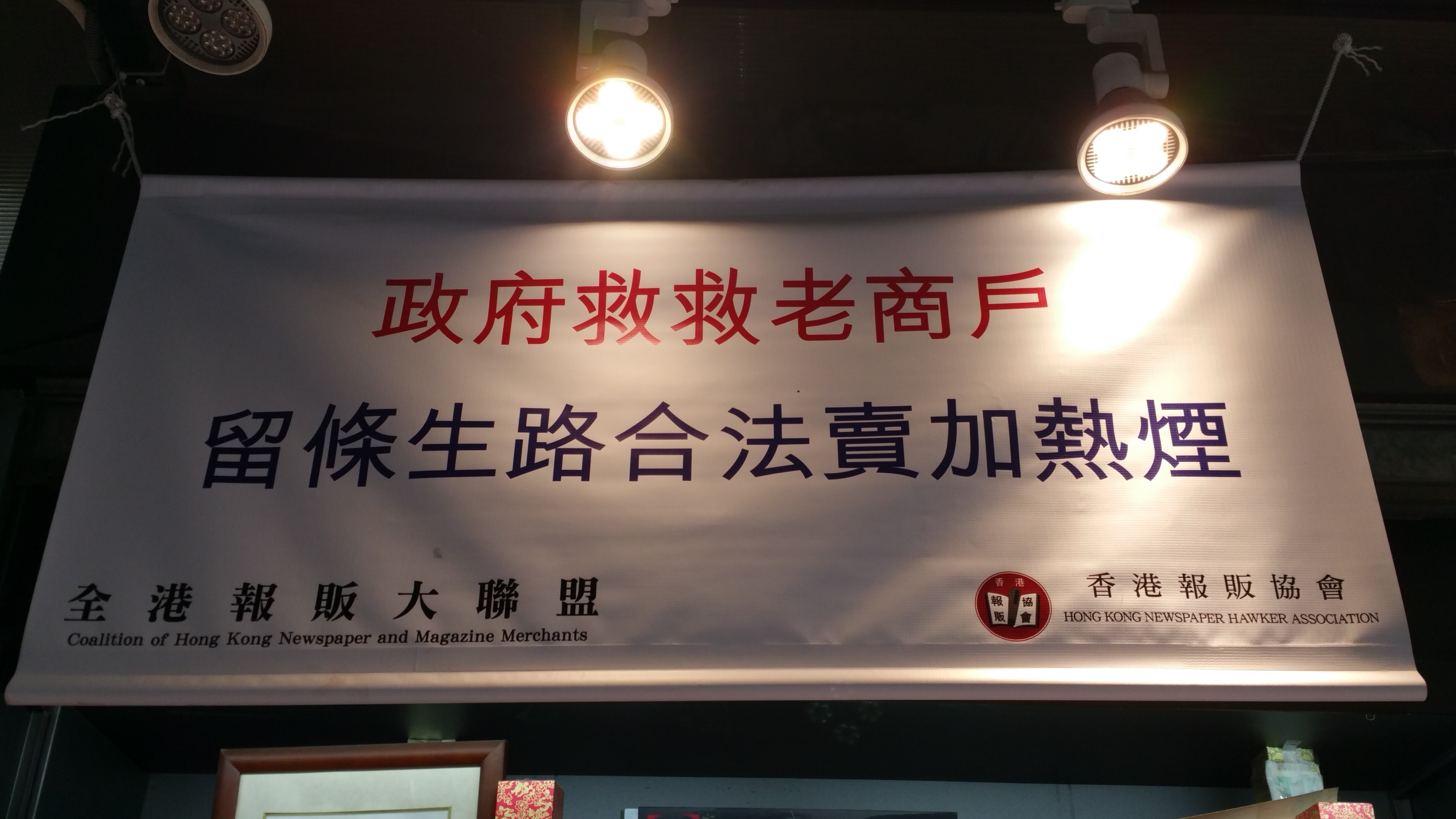
2021年

2019年2月，政府於向立法會提交《2019年吸煙（公眾衛生）（修訂）條例草案》，以禁止進口、製造、售賣、分發及宣傳另類吸煙產品，包括電子煙、加熱非燃燒煙草產品及草本。違者最高可被處以第五級罰款（五萬元）及監禁六個月。
2019年4月，因社會各界爭議不斷，立法會有關草案委員會舉行一連三日的公聽會，超過270名團體代表及市民出席發表意見，支持及反對條例草案的公眾人士各佔一半。
2019年6月，立法會有關草案委員會，以十票贊成，三票反對通過議員陳志全提出的無約束力動議，建議暫緩禁止電子煙及加熱煙等新式煙草產品的條例草案並重新作出諮詢。
2021年10月21日，立法會以32票贊成、3票反對、2票棄權，三讀通過有關全面禁售加熱煙的條例草案。

### 中国大陆
依据《中华人民共和国烟草专卖法》立法目的及烟草专卖执法实践，具备全部或部分以烟丝为原料、以包裹烟丝的形式制成和可产生烟气后供抽吸或鼻吸等方式消费特征的加热不燃烧烟草制品（如IQOS、PLOOMTECH）等，应当作为卷烟进行监管。在定量转化方面，一支新型卷烟的烟支（烟弹）即为一支卷烟。
按照《中华人民共和国烟草专卖法实施条例》中关于烟丝的定义和监管范围，无烟气烟草制品应当作为烟丝进行监管。
不含烟草专卖成分的电子烟烟杆、雾化器、电池等装置，不属于烟草制品，此类物品应当按照相关规定进行归类征税。其中，IQOS万宝路电子烟加热器和烟弹相对独立且分开售卖，具备分别归类的条件。加热器归入税号27000000其他物品，税率30%；烟弹归入税号03010000卷烟，税率60%。烟弹验放标准与香烟一致。

### 澳門
加熱煙草不屬於電子煙，加熱煙草當作其他煙草製品徵收稅項。

### 台灣
目前政府已草擬《菸害防制法》修正草案，草案中預計歸納加熱菸為其他菸草產品，並須通過健康風險評估後業者始得製造、輸入，草案已完成委員會審議，須等朝野黨團協商，通過法案三讀。